# Ljósá
Ljósá [ˈljɔuːsɔ] és una localitat situada al nord-oest de l'illa d'Eysturoy, a les illes Fèroe. Forma part del municipi d'Eiði. El 2021 tenia una població total de 36 habitants.
La localitat està situada a la costa nord-oest de l'illa d'Eusturoy, a la falda del Slættaratindur (880 m), la muntanya més alta de l'arxipèlag. Té un petit port a les aigües de l'estret de Sundini que separa Eysturoy de Streymoy; enfront de Ljósá s'hi poden veure les cases de Haldórsvík, a Streymoy. L'Hellisá (al nord) i el Ljósá (al sud) són els dos rius que marquen els límits del poble.
El poble es va fundar el 1840 responent a les necessitats d'una població creixent que necessitava més terra de conreu.